# Oudalan
Oudalan ist eine Provinz in der Region Sahel im westafrikanischen Staat Burkina Faso mit 245.087 Einwohnern (2013) auf 9832 km².
Die ganz im Norden liegende Provinz ist benannt nach einem Tuareg-Clan, der seit dem 18. Jahrhundert über Oudalan herrscht, aber heute nur noch symbolische Macht besitzt.
Die Provinz besteht aus den Departements Déou, Gorom-Gorom, Oursi, Markoye und Tin-Akoff. Hauptstadt der 1984 geschaffenen Provinz ist Gorom-Gorom. Vorherrschende Ethnien sind Tuareg und Fulbe.
Von wirtschaftlicher Bedeutung sind neben der Viehzucht und dem Anbau von Hirse auch die Förderung von Mangan und Gold im Osten der Provinz, nahe Markoye.
Die gesamte Provinz ist Teil des Naturschutzgebiets Réserve sylvo-pastorale et partielle de faune du Sahel.

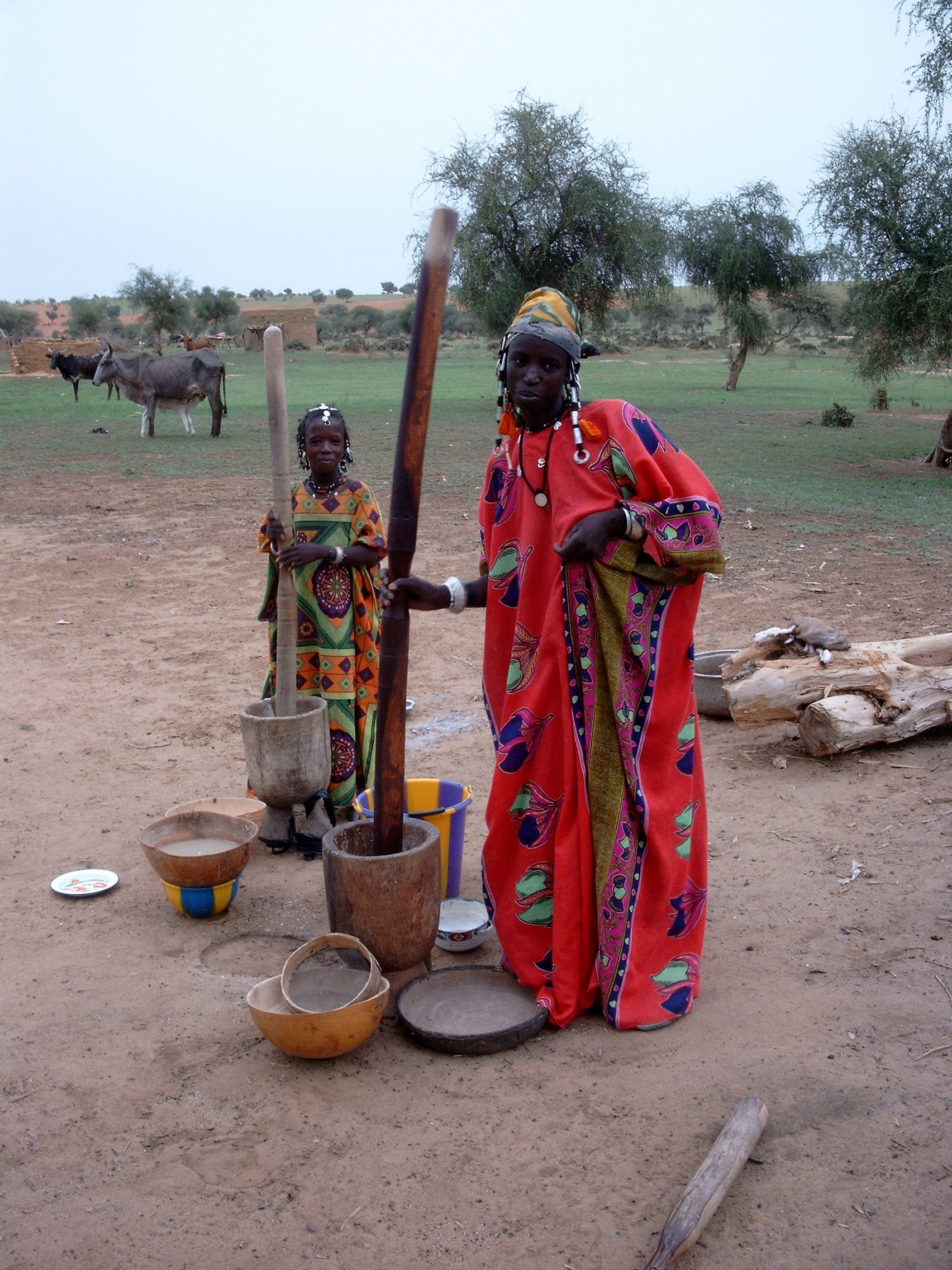
Hirse stampfen für den tô in Hondotchiré bei Oursi
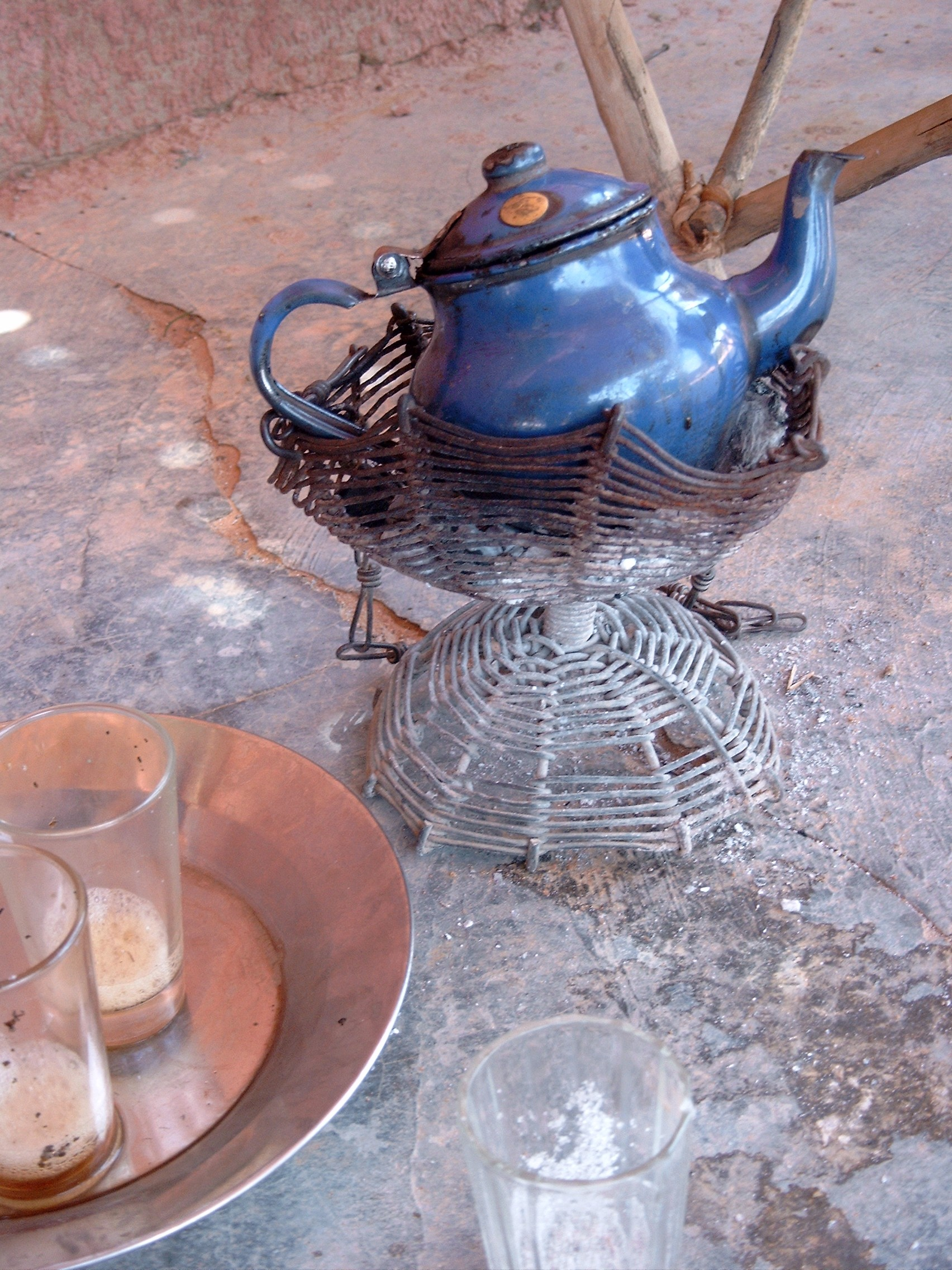
Abwarten und Tee trinken – der sahelische Tee wird dreimal aufgegossen
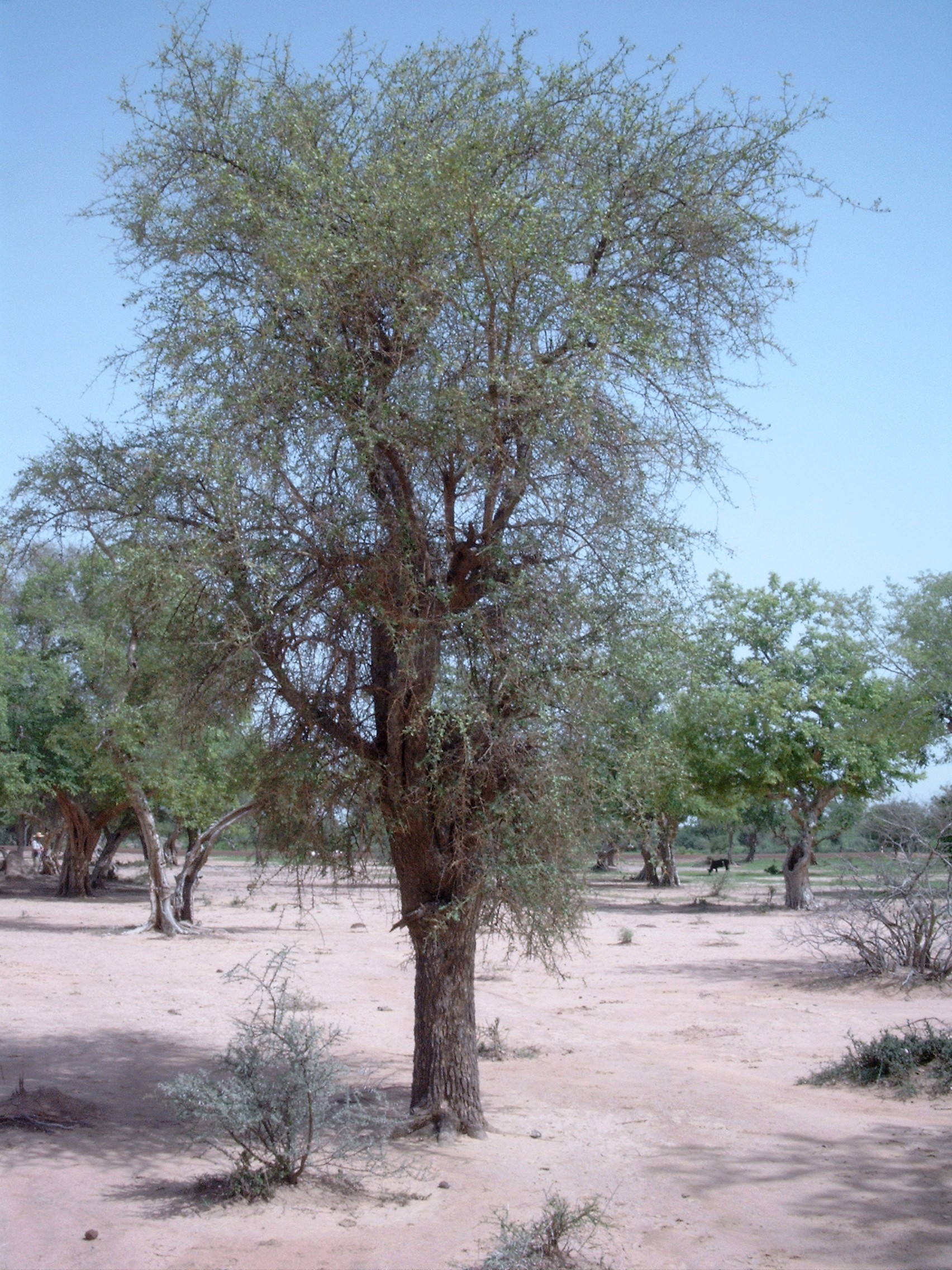
Die Wüstendattel ist einer der häufigsten Bäume im Oudalan
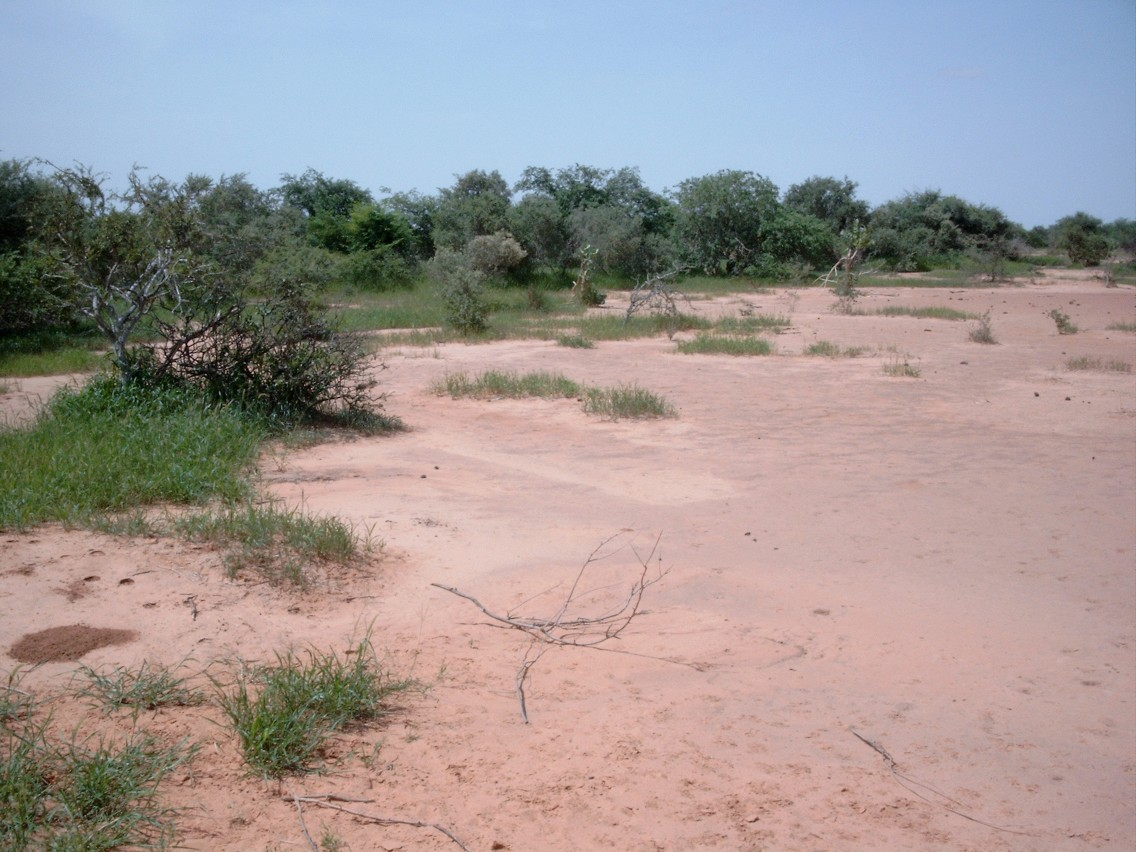
Im Nordwesten der Provinz gibt es noch weite Flächen mit Tigerbusch

## Liste der Departements/Gemeinden in der Provinz
| Nr. | Departement/Gemeinde |
| --- | -------------------- |
| 1   | Déou                 |
| 2   | Gorom-Gorom          |
| 3   | Oursi                |
| 4   | Markoye              |
| 5   | Tin-Akoff            |